# (2028) Janequeo
(2028) Janequeo (1968 OB1) – planetoida z pasa głównego asteroid okrążająca Słońce w ciągu 3,48 lat w średniej odległości 2,3 au. Odkryta 18 lipca 1968 roku.